# Vuelo 831 de Trans-Canada Air Lines
El vuelo 831 de Trans-Canada Air Lines (TCA) fue un vuelo nacional canadiense desde el Aeropuerto Internacional Pierre Elliott Trudeau al Aeropuerto Internacional de Toronto el 29 de noviembre de 1963. El aparato era un avión de pasajeros Douglas DC-8-54CF de cuatro motores, registrado CF-TJN. Aproximadamente cinco minutos después del despegue con mal tiempo, el avión se estrelló a unas 20 millas (32 km) al norte de Montreal, cerca de Ste-Thérèse-de-Blainville, Quebec, matando a los 111 pasajeros y siete miembros de la tripulación. El accidente fue el más mortífero en la historia de Canadá en ese momento. También fue el accidente más letal de un Douglas DC-8 en ese momento, y en la actualidad, el sexto más mortífero.
Fue el desastre aéreo más grave de 1963.

## Accidente
A las 6:28 p. m., el DC-8 comenzó su recorrido de despegue en la pista 06R del aeropuerto de Dorval. La tripulación informó cuando alcanzaron los 3.000 pies (910 m) y se les dio permiso para girar a la izquierda. Poco después, la aeronave se desvió de su trayectoria de vuelo prevista y comenzó un rápido descenso. Aproximadamente a las 6:33 p. m., el avión golpeó el suelo a una velocidad estimada de 470 a 485 nudos (870 a 898 km/h; 541 a 558 mph) mientras descendía en un ángulo de aproximadamente 55 grados (± 7 grados).
El avión se había hundido en un campo empapado en Sainte-Thérèse, Quebec, a unos 100 metros de la carretera principal que conduce a las montañas Laurentian. Un testigo dijo que vio lo que parecía «una larga raya roja en el cielo» justo antes del accidente. El chorro plateado con bordes rojos cavó un cráter de 6 pies (1,8 m) de profundidad y 150 pies (46 m) de ancho en el suelo que pronto comenzó a llenarse de agua de lluvia. Aunque partes del avión estaban esparcidas en un área amplia por delante (y separadas) del cráter, la comisión de investigación encontró que la aeronave estaba estructuralmente intacta cuando chocó contra el suelo.

## Consecuencias
El lugar del accidente fue un terreno plano alejado de las casas en la ciudad de 12.000 habitantes. Las secciones principales de los restos se encuentran a medio camino entre la autopista 11, ahora la ruta 117 de Quebec, y la Laurentian Autoroute (autopista 15 de Quebec). Los equipos de rescate se vieron obstaculizados por el lodo profundo alrededor de los restos y por un incendio alimentado con combustible que duró horas a pesar de las fuertes lluvias.

## Investigación
La investigación se complicó por los graves daños sufridos por el avión y el hecho de que no contaba con registradores de voz en la cabina ni registradores de datos de vuelo, ya que no eran necesarios en Canadá en ese momento. Aunque el informe oficial publicado en 1965 no pudo determinar la causa del accidente, señaló problemas en el sistema de ajuste de inclinación del avión (el dispositivo que mantiene una actitud de nariz hacia arriba o hacia abajo) como una posibilidad, como un ajuste de inclinación. El problema causó el accidente similar del vuelo 304 de Eastern Air Lines, otro DC-8, tres meses después del accidente del vuelo 831. Otras posibles causas sugeridas que no se pudieron descartar incluyeron la formación de hielo en el sistema de pitot y la falla de la vertical. giroscopio.

## Víctimas
El accidente mató a las 118 personas a bordo, 111 pasajeros y siete miembros de la tripulación. De las víctimas, 76 eran del área metropolitana de Toronto y tres eran ciudadanos extranjeros (dos estadounidenses y un indio). Un funcionario de la TCA dijo que «los cuerpos estaban tan destrozados que la identificación era prácticamente imposible». La tripulación de vuelo del avión incluía al capitán de 47 años John (Jack) D. Snider de Toronto, un piloto de bombardero de la Segunda Guerra Mundial, el primer oficial de 35 años Harold (Harry) J. Dyck de Leamington, Ontario y El segundo oficial Edward D. Baxter de Toronto, de 29 años.
La congestión del tráfico en la autopista principal de Montreal, que se extendía hasta el centro de la ciudad, provocó que ocho personas perdieran el vuelo pero también impidió que los vehículos de emergencia llegaran al lugar del accidente.
Entre las víctimas se encontraban dos empleados de Canadian Broadcasting Corporation (CBC) que habían estado en Montreal preparando un programa de variedades de televisión bilingüe llamado A Show from Two Cities. Como consecuencia, la serie de asuntos públicos de CBC This Hour Has Seven Days comenzó a filmar las secuelas y las investigaciones sobre el accidente. En noviembre de 1965, la CBC transmitió el documental de una hora que fue visto por más de dos millones de canadienses, pero las familias de muchas víctimas lo evitaron, no queriendo volver a vivir la tragedia.
TCA, el predecesor de Air Canada, creó un jardín conmemorativo cerca del lugar del accidente en el Cimetière de Sainte-Thérèse. El lugar del accidente se encuentra ahora dentro de un barrio residencial.
Aunque es habitual que las aerolíneas retiren un número de vuelo después de un incidente importante, Air Canada continuó con el vuelo número 831 para una ruta de Ginebra a Toronto con una escala en Montreal. Sin embargo, este número de ruta se ha cambiado desde entonces a 835.